# Dart (ngôn ngữ lập trình)
Dart là một ngôn ngữ lập trình web do Google phát triển. Nó được chính thức công bố tại Hội thảo GOTO Lưu trữ ngày 21 tháng 12 năm 2012 tại Wayback Machine ngày 10-12 tháng 10 năm 2011 tại Aarhus. Mục đích của Dart không phải để thay thế JavaScript như là ngôn ngữ kịch bản chính bên trong trình duyệt web, mà là cung cấp sự lựa chọn hiện đại hơn.

## Lý do cho ngôn ngữ mới
Mục đích của Dart là để giải quyết các vấn đề của JavaScript (mà, theo như một tài liệu bị rò rỉ, không thể được giải quyết bằng cách cải tiến ngôn ngữ) trong khi cung cấp hiệu năng tốt hơn, khả năng "có thể dễ dàng trở thành công cụ trong các dự án lớn" và an ninh tốt hơn. Các kỹ sư Google hiện đang phát triển một IDE trên nền tảng điện toán đám mây gọi là Brightly, mà có lẽ là ứng dụng Dart đầu tiên. Google sẽ cung cấp một trình biên dịch Dart thành mã ECMAScript 3 on the fly, dành cho các trình duyệt không tương thích Dart. Cũng có thể chuyển mã typed Closure thành Dart. Google cũng sẽ tích hợp một máy ảo vào Chrome và khuyến khích các đối thủ cạnh tranh làm điều này với trình duyệt của họ. Máy ảo Dart và Dart Cross Compiler có thể ra mắt vào cuối năm 2011.

## Ví dụ
```
main
(){

  
print
(
'
Hello
,
 
Dart
!
'
);

}

```

Một ví dụ Hello World khác